# Saint-Genis-d'Hiersac
Saint-Genis-d'Hiersac é uma comuna francesa na região administrativa da Nova Aquitânia, no departamento de Charente. Estende-se por uma área de 19,08 km². Em 2010 a comuna tinha 918 habitantes (densidade: 48,1 hab./km²).